# Antonino Senese
Antonino Senese (Curinga, 1º febbraio 1930) è un politico italiano.

## Biografia
Nato a Curinga nel 1930 da una nobile famiglia, frequentò le scuole elementari a Curinga, le scuole medie a Pizzo e il Liceo Classico a Locri. 
Esponente della DC, viene eletto alla Camera nel 1968 nella Circoscrizione Catanzaro-Cosenza-Reggio Calabria, restando in carica fino al 1972.
Successivamente è eletto al Senato nel 1976 nella Circoscrizione Calabria, restando a Palazzo Madama fino al 1979.
È stato sindaco di Lamezia Terme dal dicembre del 1984 al dicembre del 1985, ma anche Presidente della Camera di Commercio di Catanzaro e consigliere provinciale. Anche suo fratello Pier Camillo è stato attivo in politica a livello locale.